# Maurolycus (cràter)

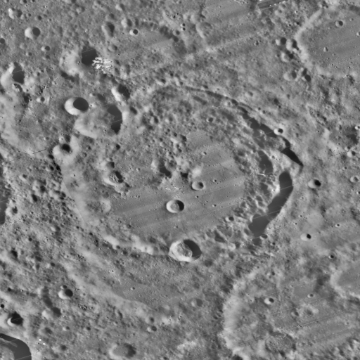
Fotografia de la missió Clementine (1994)

Maurolycus és un dels cràter d'impacte més prominents de la regió de l'altiplà meridional de la Lluna, que està cobert d'impactes de cràter superposats. S'uneix en la seva vora sud-oriental amb el cràter més petit Barocius. Just a l'oest es localitza la parella de cràters superposats formada per Stöfler i Faraday. Al nord-est es troba el feble cràter Buch, i més al nord apareix Gemma Frisius.

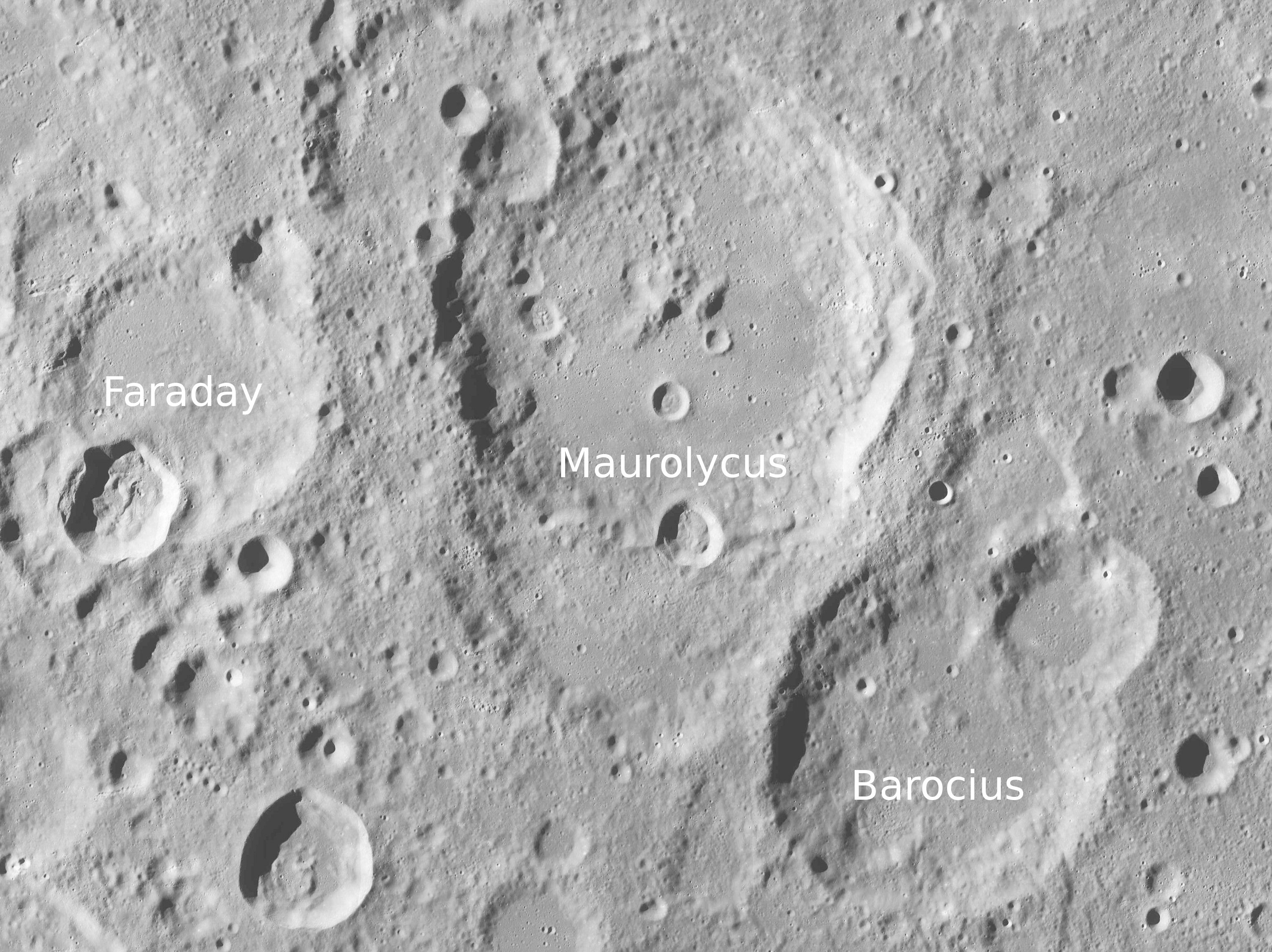
Entorn de Maurolycus. Fotografia de la missió LRO.

Les parets exteriors de Maurolycus són altes, amples i terraplenades, sobretot en la part oriental. Al sud-est, la vora és més baixa i s'uneix a unes elevacions que tenen l'aparença de ser la vora d'un cràter superposat. El cràter Maurolycus F travessa el sector nord-oest del brocal, una zona del sòl interior del cràter que ha resistit l'erosió millor que la resta. Les altres seccions del sòl apareixen relativament anivellades, amb un conjunt de pics centrals i un parell de cràters. El petit cràter Maurolycus A envaeix la part sud del brocal.

## Cràters satèl·lit
Per convenció aquests elements són identificats en els mapes lunars posant la lletra en el costat del punt central del cràter que està més prop de Maurolycus.
|            | \| Maurolycus \| Coordenades \| Diàmetre \| \| ---------- \| ------------------------------------ \| -------- \| \| A \| 43° 30′ S, 14° 12′ E / 43.5°S,14.2°E \| 15 km \| \| B \| 40° 18′ S, 11° 42′ E / 40.3°S,11.7°E \| 12 km \| \| C \| 38° 36′ S, 10° 48′ E / 38.6°S,10.8°E \| 9 km \| \| D \| 39° 00′ S, 13° 12′ E / 39.0°S,13.2°E \| 45 km \| \| E \| 38° 24′ S, 9° 48′ E / 38.4°S,9.8°E \| 6 km \| \| F \| 40° 36′ S, 12° 12′ E / 40.6°S,12.2°E \| 25 km \| \| G \| 44° 24′ S, 11° 30′ E / 44.4°S,11.5°E \| 7 km \| \| H \| 38° 12′ S, 10° 24′ E / 38.2°S,10.4°E \| 7 km \| \| J \| 42° 30′ S, 14° 00′ E / 42.5°S,14.0°E \| 9 km \| \| K \| 40° 00′ S, 12° 36′ E / 40.0°S,12.6°E \| 8 km \| \| L \| 42° 06′ S, 14° 30′ E / 42.1°S,14.5°E \| 6 km \| \| M \| 41° 54′ S, 12° 36′ E / 41.9°S,12.6°E \| 10 km \| \| N \| 41° 00′ S, 14° 06′ E / 41.0°S,14.1°E \| 7 km \| \| P \| 38° 06′ S, 12° 48′ E / 38.1°S,12.8°E \| 4 km \| \| R \| 40° 42′ S, 16° 12′ E / 40.7°S,16.2°E \| 5 km \| \| S \| 42° 00′ S, 17° 06′ E / 42.0°S,17.1°E \| 7 km \| \| T \| 41° 18′ S, 11° 24′ E / 41.3°S,11.4°E \| 10 km \| \| W \| 42° 42′ S, 15° 12′ E / 42.7°S,15.2°E \| 4 km \| |          |
| Maurolycus | Coordenades | Diàmetre |
| A          | 43° 30′ S, 14° 12′ E / 43.5°S,14.2°E | 15 km    |
| B          | 40° 18′ S, 11° 42′ E / 40.3°S,11.7°E | 12 km    |
| C          | 38° 36′ S, 10° 48′ E / 38.6°S,10.8°E | 9 km     |
| D          | 39° 00′ S, 13° 12′ E / 39.0°S,13.2°E | 45 km    |
| E          | 38° 24′ S, 9° 48′ E / 38.4°S,9.8°E | 6 km     |
| F          | 40° 36′ S, 12° 12′ E / 40.6°S,12.2°E | 25 km    |
| G          | 44° 24′ S, 11° 30′ E / 44.4°S,11.5°E | 7 km     |
| H          | 38° 12′ S, 10° 24′ E / 38.2°S,10.4°E | 7 km     |
| J          | 42° 30′ S, 14° 00′ E / 42.5°S,14.0°E | 9 km     |
| K          | 40° 00′ S, 12° 36′ E / 40.0°S,12.6°E | 8 km     |
| L          | 42° 06′ S, 14° 30′ E / 42.1°S,14.5°E | 6 km     |
| M          | 41° 54′ S, 12° 36′ E / 41.9°S,12.6°E | 10 km    |
| N          | 41° 00′ S, 14° 06′ E / 41.0°S,14.1°E | 7 km     |
| P          | 38° 06′ S, 12° 48′ E / 38.1°S,12.8°E | 4 km     |
| R          | 40° 42′ S, 16° 12′ E / 40.7°S,16.2°E | 5 km     |
| S          | 42° 00′ S, 17° 06′ E / 42.0°S,17.1°E | 7 km     |
| T          | 41° 18′ S, 11° 24′ E / 41.3°S,11.4°E | 10 km    |
| W          | 42° 42′ S, 15° 12′ E / 42.7°S,15.2°E | 4 km     |